# ميثانيات رزمية
الميثانيات الرزمية (الاسم العلمي: Methanosarcinales) هي رتبة من العتائق تتبع طائفة الميثاناوات الجرثومية من شعبة العتائق العريضة.

## فصائل
- ميثاناوية رزمية